# Паркс, Роза
Роза Луиза Паркс (англ. Rosa Louise Parks, урождённая Макколи, англ. McCauley; 4 февраля 1913, Таскиги, Алабама, США — 24 октября 2005, Детройт, Мичиган, США) — американская общественная деятельница, политическая активистка и одна из основательниц движения за права темнокожих граждан США.
Паркс работала секретарём в Национальной ассоциации содействия прогрессу цветного населения и стала известна в 1955 году, когда во время автобусной поездки в городе Монтгомери, штат Алабама, она отказалась по требованию водителя уступить своё место белому пассажиру в секции автобуса для цветных. Подобное сопротивление сегрегации в общественном транспорте случалось и ранее, однако, в отличие от этих единичных актов гражданского неповиновения, общественная реакция на арест Паркс привела к бойкоту автобусных линий города. Действия участников бойкота превратили Розу в международный символ сопротивления расовой сегрегации и принесли национальную известность лидеру бойкота Мартину Лютеру Кингу, сделав его важнейшей фигурой в движении за гражданские права.
В последующие годы Роза Паркс также принимала участие в борьбе за права человека. Она удостоилась ряда наград и почестей, от медали им. Спрингарна (1979) до статуи в Национальном скульптурном зале Капитолия. Паркс была включена в Национальный зал славы женщин и награждена обеими высшими государственными наградами США — Президентской медалью Свободы и Золотой медалью Конгресса. Конгресс США удостоил Паркс эпитетов «первая леди гражданских прав» и «мать современного движения за гражданские права». По сей день она остаётся одной из самых известных и уважаемых деятелей среди американцев.

## Биография

### Ранние годы
Роза родилась в 1913 году в городе Таскиги, штат Алабама, в семье учительницы Леоны (урождённой Эдвардс) и плотника Джеймса Макколи. Макколи принадлежали к методистской церкви. Роза была меландженкой; среди её предков были афроамериканцы, шотландцы, ирландцы, индейцы чероки и крики. Одна из её прабабушек, коренная американка, была рабыней. 20 августа 1915 года у Розы родился брат Сильвестер.
В детстве у неё было слабое здоровье, она страдала хроническим тонзиллитом. Когда ей было 5 лет, её родители развелись, и Роза с матерью и младшим братом переехали жить на ферму к бабушке и дедушке в Пайн-Левел, Монтгомери, Алабама. Леона уезжала на всю неделю на работу в другой город и проводила с детьми лишь выходные дни.
После поражения в Гражданской войне и запрета рабства многие южные штаты в 1880-х годах приняли так называемые «законы Джима Кроу», направленные на сегрегацию по расовому признаку и дискриминацию освобождённых негров. В детстве Роза видела чернокожих солдат, вернувшихся с Первой мировой войны. Они рассчитывали на равное отношение к себе как ветераны военных действий, однако после войны в Пайн-Левел лишь усилились конфликты на расовой почве — дело доходило до избиений и убийств чернокожих. Впоследствии она вспоминала, что её дед хранил ружьё, чтобы защищать семью от нападений со стороны Ку-Клукс-Клана в 1920-е годы. Он был бывшим рабом и сторонником Маркуса Гарви. Роза призналась, что зачастую сама сидела с ним рядом по ночам и мечтала лично увидеть, как он убьёт ку-клукс-клановца. Другие дети часто смеялись над Розой и её братом из-за их цвета кожи — однажды она даже замахнулась камнем на одного из обидчиков. Бабушка девочки испугалась, что её внучку могут за такое линчевать. По словам Розы, возможно, именно желание защитить младшего брата от травли вылилось в её дальнейшую решимость противостоять угнетению.
До 11 лет Роза училась в сельской школе. Уже тогда Роза столкнулась с дискриминацией по расовому признаку, когда белые дети могли пользоваться школьным автобусом, а чёрные вынуждены были ходить в школу пешком. Школа для чернокожих была гораздо хуже укомплектована (правительство города даже не выделяло на неё средств) и предоставляла меньше учебных часов, чтобы негритянские дети могли больше времени уделять сельскохозяйственным работам. Окончив начальную школу, Роза перешла в Школу для девочек Мисс Уайт штата Монтгомери. Здесь она научилась шить, чем впоследствии зарабатывала на жизнь много лет. В школе была строгая дисциплина, ученицам прививалось следование христианским принципам. В 1922 году мать Розы повторно вышла замуж за лесоруба Джима Карли, они прожили вместе как минимум 8 лет, но Роза никогда позже не упоминала его. Когда девушка была в 8 классе, школа закрылась. Тогда она поступила в Педагогический колледж для негров (ныне Университет штата Алабама). Леона Макколи хотела, чтобы её дочь стала учителем, как и она сама. Роза была старательной студенткой, но не смогла окончить колледж, поскольку в 11 классе была вынуждена бросить учёбу, чтобы ухаживать за больными бабушкой и матерью. Во время Великой депрессии она также подрабатывала домработницей в белых семьях.

### Замужество и ранний активизм
18 декабря 1932 года, в 19-летнем возрасте, Роза Макколи вышла замуж за Реймонда Паркса (род. 1903), парикмахера по профессии и активного правозащитника. Паркс состоял в Национальной ассоциации содействия прогрессу цветного населения (NAACP) и в тот момент собирал деньги на помощь по делу «парней из Скоттсборо». Девять чернокожих молодых людей были ложно обвинены в групповом изнасиловании двух белых женщин. Впоследствии Роза назвала мужа «первым активистом, которого она встретила». «У него, похоже, не было кроткого отношения к белым людям, которое мы называли „отношением дяди Тома“», — писала она. Брак продлился всю оставшуюся жизнь. Хотя супруги Паркс не были членами Коммунистической партии США, привлёкшей внимание общественности к этому делу, но посещали партийные собрания. Детей у них с мужем не было. В 1933 году Паркс по совету мужа окончила университет. В то время лишь у 7 % темнокожих было высшее образование. Она сменила несколько мест работы, в том числе была домработницей и санитаркой. В год протестов она работала швеёй. Она была убеждённой христианкой и любила читать Псалтирь.
В конце 1943 года Паркс начала сотрудничать с отделением NAACP в городе Монтгомери. Его руководитель Эдгар Никсон назначил её секретарём, так как это считалось женской работой. Впоследствии Паркс вспоминала: «Я была единственной женщиной там, и им нужен был секретарь, а я была слишком робкой, чтобы отказаться». Сам Никсон был противником женщин в политике и считал, что «женщинам следует оставаться на кухне». Работа в NAACP была волонтёрством и не оплачивалась. Как секретарь, Паркс задокументировала множество случаев насилия и дискриминации в отношении чернокожих. Одним из её первых дел было расследование группового изнасилования афроамериканки Рейси Тейлор в 1944 году. Тейлор, 24-летняя замужняя женщина, рассказала Паркс, что она шла в церковь, когда 6 белых мужчин под дулом пистолета заставили её сесть к ним в машину, отвезли в безлюдное место и изнасиловали. Они угрожали убить её, если она расскажет кому-либо о произошедшем, но Тейлор не стала молчать. Вместе с другими активистами Паркс организовала «Комитет по равному правосудию для миссис Рейси Тейлор». Газета Chicago Defender назвала его «самой сильной кампанией за равное правосудие за последнее десятилетие». Тем не менее, обвиняемые не понесли какого-либо наказания, заявив полиции, что секс был добровольным, а сама Тейлор занималась проституцией. Поняв, что дальнейшая борьба бесполезна, Паркс и Никсон перешли к другим делам и помогли Тейлор переехать, опасаясь за её безопасность. Власти штата пытались представить действия комитета как провокацию со стороны коммунистов. В итоге NAACP пришлось оборвать все связи с Коммунистической партией, чтобы продолжить работу, хотя сама Паркс никогда публично не высказывалась против коммунистов.
В 1940 году Никсон организовал Лигу избирателей Монтгомери. 750 чернокожих потребовали зарегистрировать их в качестве избирателей на выборах. Они заручились поддержкой адвоката Артура Мэдисона. Мать Розы смогла пройти регистрацию. Тем не менее, вскоре власти города решили приостановить деятельность Лиги и заключили Мэдисона под стражу. Паркс была шокирована отказом NAACP прийти на помощь адвокату. С 1943 по 1945 год она два раза неудачно пыталась зарегистрироваться как избиратель. Парксы проводили заседание Лиги у себя дома и агитировали чернокожих соотечественников регистрироваться, несмотря на необходимость в случае регистрации сдать экзамен и оплачивать подушный налог. Они хотели сформировать группу темнокожих избирателей в штате. Реймонд организовал сбор средств для помощи в оплате налога. Сам он так и не смог стать избирателем вплоть до переезда супругов в Детройт в 1957 году. Роза в 1945 году всё же получила право участвовать в выборах, что было большой редкостью среди чернокожих в то время. Они составляли 37 % населения Монтгомери, но лишь 3,7 % избирателей.
Брат Розы Сильвестер участвовал во Второй мировой войне, однако по возвращении в 1945 году он столкнулся в родном городе с тем же презрительным отношением и дискриминацией по расовому признаку, что и раньше. Он не мог найти работу и зарегистрироваться как избиратель, и в итоге в 1946 году с семьёй переехал в Детройт, где отношение к неграм было менее враждебным. Историк Барбара Рэнсби отмечает, что на Паркс оказало большое влияние знакомство с Эллой Бейкер, давней активисткой NAACP, в марте 1945 года. В те времена большинство политических деятелей были мужчины, и Бейкер, которую Паркс называла «умной, сильной и весёлой», стала для неё подругой и наставницей.
Осенью 1946 года в NAACP возникли протесты против Никсона, которого называли «диктатором». Протесты практически не коснулись Паркс, хотя в одном из писем её назвали «слишком доброй» и заявили, что организации нужен мужчина-секретарь для более жёсткого ведения дел. Оппозиционеры против Никсона даже выдвинули свою кандидатуру на это место — Роберта Мэттью, который ранее уже был секретарём. Тем не менее, в итоге и Никсон, и Паркс сохранили свои должности. В 1948 году Паркс выступила с пламенной речью перед NAACP, где раскритиковала инициативы президента Гарри Трумэна в области гражданских прав. Она работала над проектом закона против суда Линча и разъезжала по стране, документируя случаи насилия против чернокожих и готовя репортажи для местных негритянских газет. Фраза «Роза поговорит с тобой» даже стала кодовой в афроамериканской среде. Тем не менее, в большинстве случаев белые преступники не получали никакого наказания за изнасилования и убийства чернокожих. Также Паркс пыталась избегать сегрегированных мест. Например, она не пила из специальных фонтанов на улице, разделённых по цвету кожи.
В 1949 году она совместно с Джонни Карром организовала секцию NAACP для молодёжи, однако она вскоре закрылась из-за малого числа участников. Тогда же Никсон потерял должность лидера местного отделения, которым вскоре стал Мэттью. Паркс также оставила должность секретаря. В свободное время она помогала бывшему начальнику и заботилась о больной матери. В 1952 году она вернулась к работе секретаря, что вызвало некоторое недовольство со стороны Никсона, который хотел, чтобы Паркс работала на него, и не доверял Мэттью.

### Инцидент в автобусе и последующая реакция
Роза Паркс прославилась как активный борец против расовой сегрегации в США, когда 1 декабря 1955 года отказалась уступить сидячее место в автобусе белому пассажиру. В то время закон отводил чернокожим пассажирам места в последних рядах автобуса (так называемой «секции для цветных», англ. colored section); при этом, если в салоне белым не хватало сиденья, водитель имел право потребовать у чернокожего уступить место белому и в этой секции. В таком случае водитель переносил табличку «места для цветных» на ряд дальше, вплоть до того, что чернокожим могло вообще не остаться сидячих мест. Протесты уже случались, однако они были единичны. Так, 2 марта 1955 года 15-летняя Клодетт Колвин отказалась уступить место белой женщине, за что была арестована. Этот случай не получил широкой огласки, так как вскоре выяснилось, что несовершеннолетняя незамужняя Колвин была беременна и потому, по мнению NAACP, не подходила на роль символа сопротивления. Кроме того, именно в тот год в штате Миссисипи случилось убийство афроамериканского подростка Эмметта Тилла, ложно обвинённого в домогательствах к белой женщине, что накалило расовые проблемы в стране.
Около 6 часов вечера Паркс, возвращаясь домой с работы, села в автобус. Спустя некоторое время в салон зашёл белый мужчина. Ему не хватило места, и водитель Джеймс Блейк потребовал, чтобы темнокожие уступили ему место, как того требовал закон. Сам пассажир не настаивал на этом. Трое чернокожих мужчин послушались Блейка и перешли в конец автобуса, однако Паркс продолжила сидеть. По некоторым данным, она ответила: «Не думаю, что я должна встать» (англ. I don’t think I should have to stand up). Впоследствии она вспоминала, что устала от постоянных унижений и необходимости подчиняться несправедливым расистским законам, и потому отказалась подняться. «Люди потом говорили, что я не уступила место, так как была слишком уставшей. Но это неправда. Я устала не больше обычного, я чувствовала то же самое, что и в конце любого рабочего дня. И я не была старой, хотя люди часто изображали меня старушкой. Мне было 42. И устала я только от одного: от необходимости постоянно уступать», — писала Паркс. Блейк имел право сам выставить нарушителя из автобуса силой, однако он предпочёл вызвать полицию.
Паркс уже садилась в автобус к Блейку 12 годами ранее. Она зашла через переднюю дверь и оплатила проезд, однако Блейк потребовал, чтобы она вышла и зашла вновь через заднюю дверь, как положено чернокожим. Паркс отказалась и покинула автобус. На остановке она выругалась и поклялась себе, что никогда больше не зайдёт к этому водителю. Впоследствии Блейк продолжал работать водителем в течение последующих 19 лет. Он не раскаялся в своём поступке и так рассказывал об инциденте 1955 года:
|        | I wasn't trying to do anything to that Parks woman except do my job. She was in violation of the city codes, so what was I supposed to do? That damn bus was full and she wouldn't move back. I had my orders. I had police powers — any driver for the city did. So the bus filled up and a white man got on, and she had his seat and I told her to move back, and she wouldn't do it (англ.) |  | Я не пытался ничего сделать с этой женщиной по фамилии Паркс, кроме как выполнить свою работу. Она нарушила закон города, так что я должен был делать? Этот проклятый автобус был полон, а она не хотела продвинуться назад. У меня были распоряжения. У меня были полномочия полицейского — у любого водителя в городе они были. Автобус был заполнен, и зашел белый человек. Она сидела на своём месте, и я велел ей продвинуться назад, а она отказалась. (рус.) |  |
| [ 31 ] | |  | |  |

.
Блейк скончался за месяц до своего 90-летия в 2002 году от сердечного приступа. Паркс, комментируя это, сказала: «Думаю, его семья будет скучать по нему».
За этот поступок Паркс была арестована и приговорена к уплате штрафа в 10 долларов и судебных издержек в размере 4 долларов «за нарушение общественного порядка», после чего она подала на апелляцию. Решимость женщины удивляла даже её темнокожих соотечественников, однако она была уверена в правильности своих действий. Никсон спросил, не будет ли она против, если её образ будет использован для борьбы с сегрегацией. Паркс согласилась. Она не была первой чернокожей, отказавшейся уступить место белому, однако именно она была выбрана как символ сопротивления сегрегации благодаря её «безупречному характеру, достаточной силе и моральной стойкости». Паркс была религиозной, активной в политике и уважаемой в городе женщиной среднего возраста, не боявшейся жёсткой реакции на свой протест и готовой защищать свои принципы.
Её поступок вдохновил баптистского проповедника Мартина Лютера Кинга к организации массового бойкота общественного транспорта чернокожим населением. В своей книге 1958 года Stride Toward Freedom Кинг написал, что история Розы Паркс была скорее не причиной, а одним из факторов протестов наряду с множеством других случаев несправедливости. Некоторые критики считали, что поступок Паркс был спектаклем от NAACP, необходимым для пропаганды их идей. 4 декабря на первой странице городской газеты для чернокожих The Montgomery Advertiser был опубликован призыв прекратить поездки на автобусах. Кроме того, Женский политический совет распространил в городе 35 000 листовок соответствующего содержания.
Афроамериканцы в Монтгомери поддержали протест и перестали пользоваться услугами городского транспорта. Темнокожие таксисты поддерживали соотечественников, подвозя их за символическую плату в размере 10 центов. Тем не менее, большинство вынуждены были ходить на работу пешком. Бойкот длился 381 день. Чернокожие составляли более 75 % пассажиров городского общественного транспорта, и их отказ ездить в автобусах нанёс серьёзный урон бюджету. В период бойкота многие афроамериканцы подвергались нападениям и беспричинным арестам, дома Никсона и Кинга были взорваны. 7 января 1956 года Паркс была уволена из ателье, где долгое время работала швеёй. Афроамериканское сообщество в ответ объявило этому ателье неофициальный бойкот. Спустя неделю её муж Реймонд оставил работу в парикмахерской, потому как работодатель запретил ему говорить о бойкоте транспорта на работе. Семья Парксов осталась без дохода. Наконец, 13 ноября 1956 года Верховный суд США вынес постановление, согласно которому расовая сегрегация при оказании услуг автобусного транспорта является нарушением Конституции. Протесты принесли Кингу мировую известность как лидеру борьбы за гражданские права.

### Дальнейшая судьба
После завершения бойкота Паркс с мужем и матерью переехала в Хамптон, штат Виргиния, так как не могла найти работу и была не согласна с Кингом и другими лидерами протестов по поводу дальнейшей борьбы за гражданские права. Кроме того, Парксам постоянно угрожали убийством. Эти угрозы довели Реймонда до «близкого к суицидальному отчаяния». В 1957 году они переехали в Детройт к младшему брату Розы Сильвестеру, где Паркс и жила до самой смерти. Последующие 40 лет она оставалась активной в политике, хотя её противостояние расизму на севере гораздо менее задокументировано — традиционно она воспринимается как борец против закостенелых порядков расистского юга. Паркс назвала Детройт «северной землёй обетованной, которая ею не оказалась». По её словам, вскоре выяснилось, что расизм в Детройте был почти также распространён, как и в Монтгомери. Чернокожие проживали в отдельных районах, подобных гетто, дети посещали отдельные школы. Афроамериканец, пожелавший переселиться в «белый район», сталкивался с множеством бюрократических преград и зачастую становился объектом ненависти белых соседей. В Детройте Парксам так же сложно было найти работу, и они долгое время жили в крайней нищете.
В 1964 году был принят Акт о гражданских правах, запрещавший дискриминацию по расовому признаку. Кинг был удостоен Нобелевской премии мира. Тогда же Паркс стала диакониссой в Африканской методистской епископальной церкви. В 1960-х годах Паркс участвовала в маршах от Сельмы до Монтгомери и несколько раз встречалась с Малкольмом Иксом, которого считала личным героем. Она была противником Вьетнамской войны. Паркс жила всего в миле от места, где в 1967 году вспыхнул бунт, унёсший жизни 43 человек. Ныне это место носит название «Бульвар Розы Паркс». Сама она считала бунт «результатом сопротивления переменам, которые были необходимы задолго до этого». В 1972 году Паркс получила письмо из Индианы, где её спросили: «Почему вы не остались на юге? Север, конечно, не хочет, чтобы вы были здесь. Вы самая большая женщина — возмутитель спокойствия в истории».
В Детройте Паркс поддержала афроамериканского члена Демократической партии Джона Коньерса, который баллотировался в конгрессмены. После его избрания 1 марта 1965 года Коньерс назначил Паркс своим секретарём и помощником. Это была её первая оплачиваемая политическая активность. Коньерсу приходило множество гневных писем от противников движения за права чернокожих с требованиями уволить Паркс. Также ей припоминали давние связи с коммунистами. Однако сам Коньерс был доволен работой Паркс, и она продолжала работать у него целых 23 года — в частности, помогая |бездомным в поисках нового места жительства. С годами её должность стала скорее церемониальной, так как Роза была знаменитостью и привлекала внимание к политику.
В 1968 году Паркс последний раз встретилась с Мартином Лютером Кингом. В апреле того же года он был убит, виновным в этом был признан Джеймс Эрл Рей. Оставаясь сторонницей ненасильственного сопротивления, она сотрудничала в своей борьбе против полицейского насилия с такими леворадикальными организациями, как Лига революционных чёрных рабочих и Республика Новая Африка. Кроме того, Паркс помогала в судебных слушаниях против афроамериканцев. Одной из её подзащитных была Джоан Литтл, которую обвинили в убийстве белого тюремщика во время заключения. Джоан заявила, что тот пытался её изнасиловать и она действовала в пределах самообороны. Дело Джоан Литтл вызвало огромный резонанс среди феминисток, борцов за права чернокожих и противников смертной казни. В 1975 году Литтл была оправдана судом присяжных, что стало первым подобным прецедентом в истории США.
Ещё одним подзащитным Паркс был 16-летний афроамериканец Гэри Тайлер. В 1974 году он ехал в автобусе, когда толпа белых сторонников сегрегации напала на автобус и начала кидать в него бутылки и камни. В начавшейся потасовке был убит 13-летний Тимоти Вебер. Тайлера признали виновным в убийстве подростка и приговорили к смертной казни, однако позже приговор заменили пожизненным заключением без права на условно-досрочное освобождение. Многие сомневались в его виновности. Паркс сказала: «Если у меня останутся силы, то я сделаю всё возможное, чтобы помочь освободить этого молодого брата». В 2016 году Тайлер был освобождён после 41 года заключения.
Паркс также была активисткой движения за планирование семьи. В 1976 году она передала часть своего архива в Университет Уэйна. В апреле 1977 года она овдовела — её супруг Реймонд скончался от рака гортани. В ноябре того же года от рака умер и её единственный брат Сильвестер. Паркс переехала жить к матери Леоне, также страдавшей от рака, и ухаживала за ней. Леоны не стало в 1979 году. После этого Паркс вернулась к общественным делам, учредив несколько организаций и фондов. В 1987 году в Детройте она приняла участие в создании Института развития личности Розы и Реймонда Парксов в память о своём муже. Ей напарницей была Элен Изон Стил. Паркс назвала Стил «дочерью, которой у неё никогда не было». Задачей организации стало развитие лидерства среди молодежи Детройта и поощрение борьбы за гражданские права. Паркс принимала активное участие в деятельности института.

### Последние годы и смерть
В 1992 и 1995 годах Роза Паркс издала книги воспоминаний Rosa Parks: My Story и Quiet Strength. Первая была обращена к юным читателям и рассказывала о причинах, почему Роза отказалась подняться в автобусе. Вторая была в большей степени посвящена религии. В 1994 году 81-летняя Паркс в собственном доме подверглась нападению грабителя-афроамериканца Джозефа Скиппера. Он потребовал денег, а когда Роза отказала, избил её, забрал 103 доллара и сбежал. В результате нападения Розе пришлось лечь в больницу. Газета Detroit Free Press отметила: «Невозможно не увидеть жестокой иронии в том, что Роза Паркс была избита и ограблена в своём доме преступником, которого описывают как афроамериканского мужчину. Как женщина, вдохновившая движение за гражданские права чернокожих, могла стать жертвой нападения чернокожего?» Сама Паркс просила не придавать слишком большого значения случившемуся. «Мы достигли многого… Но, как вы видите, нам ещё предстоит пройти долгий путь», — сказала она. Грабитель был приговорён к лишению свободы на срок от 8 до 15 лет и ради его безопасности переведён в тюрьму другого штата.
В том же году Ку-клукс-клан обратился к властям с предложением взять на себя регулярную уборку участка автомагистрали I-55 в округе Сент-Луис, штат Миссури. Это позволило бы им установить знак, подтверждающий, что этот участок шоссе обслуживается их организацией (подобная программа известна в США как Adopt-a-Highway). Поскольку штат не мог запретить установку знака, законодательный орган Миссури постановил присвоить этому же участку автомагистрали имя «Шоссе Розы Паркс». Когда Паркс попросили прокомментировать это сообщение, она ответила: «Всегда приятно, когда о тебе думают».
В последние годы Паркс продолжала ездить по стране. Часто она присутствовала на открытии школ и больниц её имени. В 1996 году президент Билл Клинтон наградил Паркс Президентской медалью Свободы, высшей гражданской наградой США. В 1999 году она сыграла саму себя в серии Black like Monica сериала «Прикосновение ангела». За эту работу она была награждена премией NAACP Image Award за лучшую женскую роль второго плана в телесериале. Тогда же она была удостоена Золотой медали Конгресса США и посетила ежегодное обращение президента «О положении страны», на котором удостоилась бурных оваций публики. Президент Клинтон отметил её во время речи словами: «Сегодня вечером она сидит рядом с первой леди, и она может встать или нет, как захочет». Это были её последние появления перед широкой публикой, так как у неё начались проблемы со здоровьем. Несколько лет она страдала от прогрессирующей деменции.
Роза Паркс скончалась 24 октября 2005 года в 92-летнем возрасте. Ведущие газеты США отреагировали на её смерть статьями на первых страницах. Гроб с телом Розы Паркс был установлен в Ротонде Капитолия США. Паркс стала первым американцем и вторым человеком после француза Пьера Шарля Ланфана, не являвшимся государственным служащим США, прощание с которым прошло в Ротонде. Также она стала первой женщиной и вторым афроамериканцем, который был удостоен подобной чести. Похороны посетили примерно 50 000 человек.

## Награды
Роза Паркс была удостоена звания почётного доктора в более чем 43 университетах мира и более 100 различных наград и дипломов. В том числе:
- Медаль Спингарна (1979)
- Martin Luther King Jr. Award (1980)
- Включение в Зал славы женщин Мичигана (1983)
- Candace Award (1984)
- Почётная медаль острова Эллис (1986)
- Включение в Национальный зал славы женщин (1993)
- Президентская медаль Свободы (1996)
- International Freedom Conductor’s Award (1998)[2]
- Золотая медаль Конгресса США (1999)
- NAACP Image Award за лучшую женскую роль второго плана в телесериале (1999)[2]

## Память и значение
Роза Паркс говорила, что хотела бы, чтобы её запомнили как «свободного человека, который помог другим тоже стать свободными». По её словам, она надеялась вдохновить молодое поколение «быть достаточно преданными, чтобы прожить полезную жизнь и помогать другим». Она стеснялась той славы, которая обрушилась на неё после протестов. Также она со смехом рассказывала о любопытных детях, которые спрашивали её, жила ли она при рабстве и приравнивали к Гарриет Табмен и Соджорнер Трут. Она по-прежнему является крайне значимой фигурой для негритянского населения США. Более того, Роза Паркс стало именем нарицательным, синонимом стойкой цветной женщины, борющейся за свои права. Поэтому многие представители меньшинств, борющихся против белого расизма, стали именоваться в СМИ Розой Паркс. Таков пример мексиканки Эльвиры Арельяно, протестующей против её депортации. «Канадской Розой Паркс» называли Виолу Десмонд. В 2004 году американских студентов попросили назвать 10 самых известных деятелей в истории США, за исключением президентов. Паркс включили в свой список около 60 % студентов, что делает её второй самой известной после Мартина Лютера Кинга. Американцы традиционно называют Паркс одной из женщин, кем они наиболее восхищаются, наряду с Опрой Уинфри, Мадонной и Маргарет Тэтчер. В нескольких штатах США отмечается День Розы Паркс — в Калифорнии и Миссури в День её рождения 4 февраля, в Огайо и Орегоне в день её ареста 1 декабря. Также Паркс была включена в Time 100: Герои и кумиры XX века в категории «герои и кумиры». В 2015 году сенаторы от Республиканской партии Марко Рубио, Тед Круз и будущий президент Дональд Трамп предложили увековечить Паркс на банкноте 10 долларов.
В 2013 году 44-й президент США Барак Обама во время речи в Капитолии США сказал, что своим «актом неповиновения» Роза дала толчок к появлению движения за гражданские права. По его словам, она «являет собой пример активной жизненной позиции и стойкости, который продолжает вдохновлять нас по сей день». «Отказаться уступить место в сегрегированном автобусе — простейший из жестов, но её изящество, достоинство и отказ мириться с несправедливостью стали той искрой, из которой разгорелось пламя движения в защиту гражданских прав, распространившегося по всей Америке», —заявил он. Американский общественный деятель и правозащитник, преподобный Джесси Джексон сказал:
«Она сидела, чтобы мы могли встать. Как это не парадоксально, её заключение открыло дверь для нашего долгого пути к свободе». Нельсон Мандела, который провёл 27 лет в заключении за сопротивление апартеиду в ЮАР, называл Паркс своей героиней и написал ей после освобождения: «вы поддерживали меня, пока я был в тюрьме все эти годы». Комментируя ситуацию на фотографии «Неизвестный бунтарь», Мандела назвал её «моментом Розы Паркс». Генри Луис Гейтс сравнивал Паркс с Гарриет Табмен. В некрологе газеты Los Angeles Times Паркс назвали «символом человеческого достоинства».
Отмечается, что во многих современных статьях и учебниках Паркс изображают как обычную швею, отказавшуюся подняться из-за усталости, в то время как её поступок был гораздо более осознанным, а сама она боролась за права чернокожих в течение многих лет до и после инцидента в автобусе. Тем не менее, Конгресс США удостоил Паркс эпитетов «первая леди гражданских прав» и «мать современного движения за гражданские права».
В Монтгомери открыты музей и библиотека Розы Паркс. В 1979 году Паркс была включена в серию коллекционных карточек «Supersisters», на которых были представлены различные известные женщины из политики, культуры, спорта и других областей. В 2013 году памятник Паркс в полный рост был установлен в Капитолии США. Автобус, в котором ехала Паркс, выставлен в Музее Генри Форда. Её деревянный дом попал в программу сноса ветхих строений. После этого племянница Паркс Рея Макколи купила его за 500 долларов и передала его художнику Райану Мендозе, который организовал из него дом-музей Розы Паркс в районе Веддинг, Берлин. Работа по созданию дома попала в документальный фильм жены Мендозы «Белый дом». В 2019 году компания Mattel выпустила куклу Барби в честь Паркс в серии «Вдохновляющие женщины». В эту серию также вошли такие куклы таких деятельниц, как астронавт Салли Райд, художница Фрида Кало и математик Кэтрин Джонсон.
В честь Розы Паркс назван астероид (284996) Розапаркс. В г. Париже на линии E пригородной электрички RER есть станция Роза Паркс.

### В популярной культуре
В 1988 году группа The Neville Brothers выпустила песню «Sister Rosa». В 1998 году хип-хоп дуэт «OutKast» выпустил сингл «Rosa Parks». От имени Паркс был подан судебный иск к звукозаписывающей компании LaFace Records за использование её имени в заглавии песни без её согласия. Иск был закрыт в 2005 году, за 6 месяцев до смерти Розы. Компания согласилась выплатить Паркс неназванную сумму денег и также создать несколько образовательных программ для её центра о её жизни.
В 2001 году вышел телефильм «Бойкот», Ирис Литтл Томас перевоплотилась в Розу Паркс. В 2002 году был выпущен документальный фильм «Великие времена: наследие Розы Паркс». Он был номинирован на премию «Оскар» за лучший документальный короткометражный фильм. В телефильме того же года «История Розы Паркс» роль Розы исполнила Анджела Бассетт. За эту работу она была номинирована на премию «Эмми» за лучшую женскую роль в мини-сериале или фильме. Также в 2002 году Паркс была упомянута в фильме «Парикмахерская». Парикмахер в исполнении Седрика «Развлекателя» отметил, что она была не первой афроамериканкой, боровшейся с сегрегацией, и стала известна лишь потому, что выбор NAACP пал на неё. Паркс негативно восприняла картину и бойкотировала церемонию вручения NAACP Image Award, которую проводил Седрик. В американском сатирическом мультсериале «Гетто» первоначально были отсылки к Розе Паркс, однако они были удалены после её смерти. Кроме того, Паркс посвящена третья серия 11 сезона британского телесериала «Доктор Кто», названная «Роза» (2018).